# Stamna
Stamna  este un oraș în Grecia în prefectura Aetolia-Acarnania.